# Orconectes rusticus
Orconectes rusticus е вид сладководно ракообразно от семейство Cambaridae.

## Разпространение
Видът е първоначално разпространен само в басейна на река Охайо в части от Охайо, Кентъки и Индиана. Обхватът му бързо се разширява в голяма част от Източна Северна Америка.